# Hades
En la mitologia grega, Hades (grec Αδης o Αἵδης) (invisible) era el nom del món dels morts i alhora el del déu d'aquest món subterrani (corresponent al déu romà Dis Pater o Orc, i al déu etrusc Aita). Haidou era el genitiu de la paraula, i significava "la casa d'Hades"; el seu nominatiu Haides era, originalment, la designació de l'estança de la mort (un mot hebreu: She'Ol, per a l'estança de la mort significava literalment invisible).
Era fill de Cronos i Rea, i germà de Zeus, Posidó, Hera, Hèstia i Demèter. Com els seus germans, va ser devorat pel seu pare just després d'haver nascut, però va ser alliberat per Zeus. Durant la guerra contra els titans, Hades va lluitar al costat dels seus germans i els cíclops el van armar amb un casc fet per Hefest que el feia invisible quan se’l posava (aquest casc seria usat també per Perseu). En acabar la guerra, els tres germans es van repartir la sobirania del món en un sorteig i a Hades li va correspondre el govern del món subterrani.
El món d'ultratomba és el seu reialme, on governa com un amo despietat que no deixa mai escapar les ànimes dels difunts al món dels vius. Per a vigilar-les, disposa d'un gran nombre de criatures i genis que treballen per a ell, com el barquer Caront i el gos Cèrber. Resideix en un luxós palau, amb la seva esposa i neboda Persèfone, que va raptar, però també manté relacions esporàdiques amb altres dones, com ara la nimfa Mente.
Rarament surt al món exterior i no participa mai en les reunions dels altres déus a l'Olimp. Com a sobirà del món subterrani, totes les riqueses que hi ha sota terra li pertanyen, i és per això que se'l coneix també com a Plutó, nom que els grecs usaven com un eufemisme per referir-se a ell.

## El regne d'Hades

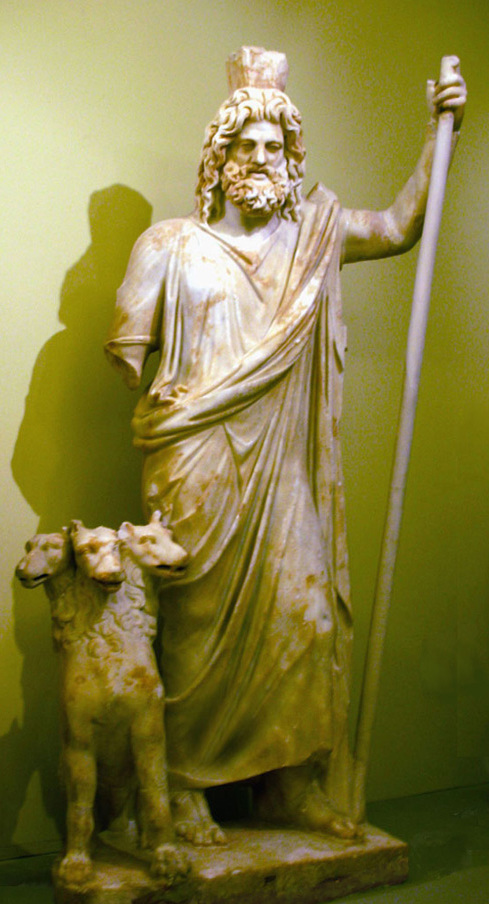
Hades amb Cèrber (Museu d'Arqueologia de Creta).

En els antics mites grecs, el regne d'Hades és la boirosa i ombrívola llar dels morts (també anomenada Èreb), on anaven tots els mortals. La filosofia grega posterior introduí la idea que els mortals eren jutjats després de la mort i se'ls recompensava o maleïa. Molt pocs mortals podien abandonar aquest regne un cop hi havien entrat: les excepcions, Hèracles i Teseu, perquè eren herois. Odisseu no hi baixa, sinó que només crida els esperits des de fora.
Hi havia diverses seccions a l'Hades: els Camps Elisis, els Camps d'Asfòdels i el Tàrtar. Els mitògrafs grecs no són totalment consistents sobre la geografia del més enllà. Un mite completament oposat sobre l'altra vida concerneix el jardí de les Hespèrides, amb freqüència identificat amb les illes de la Benedicció, on podien habitar els herois beneïts.
En la mitologia romana, l'entrada a l'Inframon localitzat a l'Avern, un cràter proper a Cumes, fou la ruta que seguí Enees per baixar al regne dels morts. Per sinècdoque, "Avern" pot fer-se servir com a referència a tot l'inframon. Els Inferi Dii eren els déus romans de l'inframon.
Per als hel·lens, els morts entraven a l'inframon travessant el riu Aqueront, portats per Caront, qui cobrava pel passatge un òbol, una petita moneda que posaven a la boca del difunt els seus familiars. Els pobres i qui no tenien amics ni família es reunien durant cent anys a la vora del riu. Els grecs oferien libacions propiciatòries per evitar que els morts tornessin al món superior a "perseguir" a qui no els havien donat un funeral adequat. L'altra banda del riu era vigilada per Cèrber, el gos de tres caps vençut per Hèracles. Més enllà de Cèrber, les ombres dels morts entraven a la terra dels morts per ser jutjades.
Els cinc rius del regne d'Hades i el seu significat simbòlic eren l'Aqueront (el riu de la pena o la congoixa), el Cocites (el de les lamentacions), el Flegetont (el del foc), el Leteu (el de l'oblit) i l'Estix (el de l'odi), el riu sobre el qual fins i tot els déus juraven i en què Aquil·leu fou submergit per fer-lo invencible. L'Estix formava la frontera entre els mons superior i inferior.
La primera regió de l'Hades comprenia els Camps d'Asfòdels, descrits a l'Odissea, on les ànimes dels herois erraven abatudes entre esperits menors, que xisclaven al voltant seu com ratpenats. Només libacions de sang ofertes en honor seu en el món dels vius podien despertar-los durant un temps a les sensacions d'humanitat.
Més enllà quedava l'Èreb, que podia prendre's com un eufemisme d'Hades, el nom del qual era temut. Hi havia dos llacs: el de Leteu, on les ànimes comunes acudien per esborrar llurs records, i el de Mnemòsine ('memòria'), on els iniciats als misteris preferien beure'n. A l'avantpati del palau d'Hades i Persèfone, seien els tres jutges de l'inframon: Minos, Radamant i Èac. Aquí, el trivi consagrat a Hècate, on els tres camins es trobaven, les ànimes eren jutjades, i anaven als Camps d'Asfòdels si no eren virtuoses ni malvades, al Tàrtar si eren impies o vils, i als Elisis amb els herois.
En els Oracles sibilins, un cirrós batibull d'elements grecoromans i judeocristians torna a fer aparèixer l'hades com a llar dels morts, i per etimologia popular, àdhuc prové del nom d'Adam (el primer home), i s'afirma amb motiu que fou el primer que hi entrà.

## El déu del món dels morts
En la mitologia grega, Hades ('l'invisible'), el déu de l'inframon, era un fill dels titans Cronos i Rea. Tenia tres germanes: Demèter, Hèstia i Hera, i dos germans: Zeus i Posidó. Tots ells constituïen els sis déus olímpics originals.
Després de fer-se adult, Zeus aconseguí obligar son pare que vomités els seus germans, i després d'alliberar-los, els sis joves déus, juntament amb els aliats que varen aconseguir reunir, desafiaren el poder dels déus majors en la titanomàquia, una guerra divina. Zeus, Posidó i Hades van rebre armes dels tres ciclops com a ajut per a la guerra: Zeus els trons, Posidó el trident i Hades un casc d'invisibilitat. La guerra durà deu anys i finí amb la victòria dels déus joves. Després del triomf, segons un únic passatge famós de la Ilíada, Hades i els seus dos germans menors, Posidó i Zeus, jugaren a sort els regnes que havien de governar. Zeus es quedà amb el cel, Posidó amb els mars i Hades va rebre l'inframon, el regne invisible a què els morts van després de morir, així com totes les coses que hi ha sota terra.
Hades va obtenir com a dona definitiva i reina, Persèfone, mitjançant estratagemes, en una història que connectava els antics misteris eleusins amb el panteó olímpic en un mite fundacional del regne dels morts. Hèlios digué a la plorosa Demèter que Hades «no és un indigne gendre, el sobirà de tants, que és de la teva pròpia llavor i saps bé on viu i quina lot li tocà quan es feu el repartiment entre els tres germans...»
Malgrat les connotacions modernes de la mort com a maldat, Hades tenia en realitat un caràcter més altruista en la mitologia. Sovint se'l retratava més compassiu que no pas vil: el seu paper era habitualment mantenir un relatiu equilibri.
Hades regnava sobre els morts, amb l'ajut d'altres sobre qui tenia completa autoritat. Va prohibir estrictament als seus súbdits abandonar els seus dominis i s'enfurismava força quan algú ho intentava, o si algú tractava de robar ànimes del seu regne. Era també terrible per a qui intentés enganyar la mort o travessar-la, com Sísif i Pirítous van poder descobrir molt bé, malauradament.
Rarament Hades intervé en les llegendes. A banda del rapte de Persèfone, que pertany al cercle de Dèmeter, només participa en un altre mite relacionat amb Hèracles. La Ilíada explica que quan l'heroi va baixar als Inferns, Hades ho va voler impedir i el va anar a trobar a la "porta" de l'inframon. Però Hèracles el va ferir amb una fletxa a l'espatlla i Hades, ferit, va haver d'anar ràpidament a l'Olimp on Peà, el déu guaridor, li va aplicar un bàlsam fet d'herbes meravelloses que li cicatritzà la ferida de seguida. Algunes variants diuen que Hèracles el va ferir amb una roca enorme. Però la victòria va ser per al fill de Zeus.
A més d'Hèracles, les úniques persones vives que s'aventuraren a l'Hades foren tots herois: Odisseu, Enees (acompanyat per la Sibil·la), Orfeu, Teseu i, en un romanç posterior, Psique. Cap d'ells no estigué especialment satisfet amb allò que varen presenciar al regne dels morts. En particular, Aquil·leu, qui Odisseu conjurà amb una libació de sang, digué: «No em parlis amb dolçor de la mort, gloriós Odisseu. M'estimaria més servir com a mercenari a un altre abans que ser el senyor dels morts que han deixat el món.»

## Planes relacionades
- Aqueront: riu de la pena o la congoixa.
- Flegetont: riu infernal que fa la volta a l'Hades.
- Leteu: riu de l'oblit.
- Estix: riu de l'odi.
- Minos: un dels tres jutges de l'inframon.
- Radamant: un dels tres jutges de l'inframon.
- Èac: un dels tres jutges de l'inframon.
- Èreb: eufemisme d'Hades.

### Antiga
- Hesiod, Theogony, a The Homeric Hymns and Homerica amb la traducció anglesa de Hugh G. Evelyn-White, Cambridge, Massachusetts., Harvard University Press; London, William Heinemann Ltd. 1914. Online version at the Perseus Digital Library.
- Homer, The Iliad amb la traducció anglesa de A.T. Murray, Ph.D. in two volumes. Cambridge, Massachusetts., Harvard University Press; London, William Heinemann, Ltd. 1924. Online version at the Perseus Digital Library.
- Homer, The Odyssey of Homer, traduïda per Lattimore, Richard, Harper Perennial Modern Classics, 2006. ISBN 978-0061244186.
- Homer; The Odyssey amb la traducció anglesa de A.T. Murray, Ph.D. in two volumes. Cambridge, Massachusetts., Harvard University Press; London, William Heinemann, Ltd. 1919. Online version at the Perseus Digital Library.
- Homeric Hymn to Demeter (2), a The Homeric Hymns and Homerica amb la traducció anglesa de Hugh G. Evelyn-White, Cambridge, Massachusetts., Harvard University Press; London, William Heinemann Ltd. 1914. Online version at the Perseus Digital Library.
- Pindar, The Odes of Pindar, FBA. Cambridge, MA., Harvard University Press; London, William Heinemann Ltd. 1937. Text grec disponible a la Biblioteca Digital de Perseus.
- Euripides, Alcestis. Cambridge. Harvard University Press. 1994. Online version at the Perseus Digital Library.
- Theognis, a Elegy and Iambus amb la traducció anglesa de. J. M. Edmonds. Cambridge, MA. Harvard University Press. London. William Heinemann Ltd. 1931. 1. Online version at the Perseus Digital Library.
- Biblioteca Pseudo-Apollodorus, amb la traducció anglesa de Sir James George Frazer, F.B.A., F.R.S. in 2 Volumes. Cambridge, Massachusetts, Harvard University Press; London, William Heinemann Ltd. 1921. Online version at the Perseus Digital Library.
- Ovidi, Metamorphoses, Brookes More. Boston. Cornhill Publishing Co. 1922. Online version at the Perseus Digital Library.
- Pausànias, amb la traducció anglesa de W.H.S. Jones, Litt.D., and H.A. Ormerod, M.A., in 4 Volumes. Cambridge, MA, Harvard University Press; London, William Heinemann Ltd. 1918. Online version at the Perseus Digital Library.
- Strabo, Geographica, traduïda per Horace Leonard Jones; Cambridge, Massachusetts: Harvard University Press; London: William Heinemann, Ltd. (1924). LacusCurtis, Books 6–14, at the Perseus Digital Library
- Gaius Julius Hyginus, Astronomica from The Myths of Hyginus traduïda i editada per Mary Grant. University of Kansas Publications in Humanistic Studies. Online version at the Topos Text Project.
- Antoninus Liberalis, The Metamorphoses of Antoninus Liberalis traduïda per Francis Celoria (Routledge 1992). Online version at the Topos Text Project.
- Statius, Thebaid, traduïda per Mozley, J H. Loeb Classical Library Volumes. Cambridge, Massachusetts, Harvard University Press; London, William Heinemann Ltd. 1928.
- Oppian, Halieutica in Oppian, Colluthus, Tryphiodorus. Oppian, Colluthus, and Tryphiodorus. traduïda per A. W. Mair. Loeb Classical Library 219. Cambridge, MA: Harvard University Press, 1928. Online version at topos text.
- Claudian, Rape of Persephone in Claudian: Volume II. traduïda per Platnauer, Maurice. Loeb Classical Library Volume 136. Cambridge, MA. Harvard University Press. 1922.
- Lucian, Dialogues of the Dead. Dialogues of the Sea-Gods. Dialogues of the Gods. Dialogues of the Courtesans, traduïda per M. D. MacLeod, Loeb Classical Library No. 431, Cambridge, Massachusetts, Harvard University Press, 1961. ISBN 978-0-674-99475-1. Online version at Harvard University Press. Internet Archive.

### Moderna
- Anatole, Bailly. Dictionnaire Grec-Français. 26th, 1963 [Consulta: 15 maig 2020].
- Beekes, Robert S. P.. «Hades and Elysion». A: Mír curad: Studies in honor of Calvert Watkins.  Institut für Sprachwissenschaft der Universität Innsbruck, 1998, p. 17–28.
- Beekes, Robert S. P. (2009), Etymological Dictionary of Greek, Leiden: E.J. Brill.
- Bell, Malcolm, Morgantina Studies, Volume I: The Terracottas, Princeton University Press, 1982. ISBN 9781400853243.
- Dixon-Kennedy, Mike, Encyclopedia of Greco-Roman Mythology, ABC-CLIO (December 1, 1998). ISBN 978-1576070949. Internet Archive
- Gantz, Timothy, Early Greek Myth: A Guide to Literary and Artistic Sources, Johns Hopkins University Press, 1996, Two volumes: ISBN 978-0-8018-5360-9 (Vol. 1), ISBN 978-0-8018-5362-3 (Vol. 2).
- Charles Mills Gayley, The Classic Myths in English Literature and in Art, Based Originally on Bulfinch's "Age of fable" (1855), Ginn and Company, 1911. Internet Archive.
- Guirand, Felix, Larousse Encyclopedia of Mythology, Batchworth Press Limited, 1959.
- Grant, Michael; Hazel, = John. Who's Who in Classical Mythology.  Oxford University Press, 2002. ISBN 0415260418.
- Hansen, William, William F. Hansen, Classical Mythology: A Guide to the Mythical World of the Greeks and Romans, Oxford University Press, 2005. ISBN 9780195300352.
- Hughes, Dennis D. (2013) Human Sacrifice in Ancient Greece. London: Routledge. ISBN 9781134966394
- Ivanov, Vyacheslav V., "Old Novgorodian Nevide, Russian nevidal’: Greek ἀίδηλος" Arxivat 2017-01-05 a Wayback Machine. In UCLA Indo European Studies Volume 1 edited by Vyacheslav V. Ivanov and Brent Vine, juliol 1999. pp. 283–293.
- Kerényi, Carl (1951), The Gods of the Greeks, Thames and Hudson, London, 1951.
- Kerényi, Carl (1967), Eleusis: Archetypal Image of Mother and Daughter, Princeton University Press. ISBN 0-691-01915-0.
- Kerényi, Carl (1976), Dionysos: Archetypal Image of Indestructible Life, Princeton University Press, ISBN 0-691-09863-8.
- Smith, William, Dictionary of Greek and Roman Biography and Mythology, London (1873). Online version at the Perseus Digital Library.
- Tripp, Edward, Crowell's Handbook of Classical Mythology, Thomas Y. Crowell Co; First edition (June 1970). ISBN 069022608X.
- West, M. L., European Poetry and Myth, OUP, 2007. ISBN 9780199280759.
- Diane J. Rayor, The Homeric Hymns: A Translation, with Introduction and Notes, updated edition, University of California Press 2014, ISBN 978-0-520-28211-7.